# 赫里科
赫里科是哥倫比亞的城鎮，位於該國北部，由安蒂奧基亞省負責管轄，距離首府麥德林122公里，始建於1851年，面積193平方公里，海拔高度1,931米，2005年人口12,761。
5°47′N 75°47′W / 5.783°N 75.783°W